# 安田カナ
安田 カナ（やすだ かな、1986年12月18日 - ）は、日本の女優である。東京都出身。FINE LAND所属。

## 略歴
桐朋学園芸術短期大学演劇専攻卒業。コミックの実写映画『銀の匙～SilverSpoon～』では、主人公の同級生、稲田多摩子役を演じた。この映画はキャラクターの再現度が高いと唐木元に評された。

## 出演

### テレビドラマ
- 連続ドラマW 事件 レギュラー出演（2023年8月、WOWOW）
- NHK夜ドラ カナカナ（2022年5月、NHK）
- 連続ドラマW 正体 第2話・第3話（2022年3月19日・26日、WOWOW）- 三好 役
- つまり好きって言いたいんだけど、（2021年、テレビ東京）
- 35歳の少女 (2020年、日本テレビ)
- 恐怖新聞（2020年、フジテレビ）
- ファーストラヴ（2020年、NHKBSプレミアム）[3]
- 同期のサクラ　第7話（2019年、日本テレビ）[4]
- TWO WEEKS　第8話（2019年、関西テレビ）[5]
- 砂の器（2019年、フジテレビ開局60周年特別企画)[6]
- 記憶～MEMORY～（2018年、フジテレビ　ネクストプレミアム）
- 5時から9時まで～私に恋したお坊さん～　レギュラー出演（2015年、フジテレビ）メグミ役
- ティーンコート　第3･4話（2012年、日本テレビ）
- Oh!デビー　レギュラー出演（2011年、スカパー）
- ケータイ捜査官7（2009年、テレビ東京）

### その他のテレビ番組
- 痛快TV スカッとジャパン（2020年、フジテレビ）[7]
- 伝説の母ちゃん（2019年、フジテレビ）[8]

### 映画
- 50回目のファーストキス（2018年）[9]
- 銀の匙～Silver Spoon～（2013年）　稲田多摩子役

### 舞台
- 17 AGAIN（2021年5〜7月、東京建物Brillia HALL他、ネイオミ役）
- プラネタリウムのふたご（2021年2月、日本青年館・梅田芸術劇場）
- ブロードウェイミュージカル ピーターパン（2019年7・8月、彩の国さいたま劇場・カルッツ川崎）[10][11]
- 笑う男（2019年4・5月、日生劇場）[12]
- 道 La strada（2018年12月、日生劇場）[13]
- シラノ・ド・ベルジュラック（2018年5月、日生劇場）
- リューン～風の魔法と滅びの剣～（2018年2･3月、日本青年館）
- エジソン最後の発明（2017年、シアタートラム）[14]
- 50Shades!～クリスチャン・グレイの歪んだ性癖～（2016年11・12月、新宿FACE）[15]
- 歌姫（2016年9～11月、サンシャイン劇場）
- ブロードウェイミュージカル ピーターパン（2014～2016年、東京国際フォーラム　ホールC）
- Untoucha Boooo!!!（2013年、CBGKシブゲキ!!）[16]
- ダブリンの鐘つきカビ人間（2024年7月、東京国際フォーラム ホールC・COOL JAPAN PARK OSAKA WWホール）[17]
- ミュージカル ボニー&クライド（2025年3月〜5月、シアタークリエ）[18][19]

### 声の出演
- カンフーパンダ～運命の拳～（2018年）メイメイ役
- モンスターホテル2・3（2015年、2018年）
- 夜は短し歩けよ乙女（2017年）

### 雑誌
- 美ST（2020年3月号、光文社）[20]

### WebCM
- クイックルワイパー（焼肉編）